# Liste des chapitres de Black Jack

Cet article est un complément de l’article sur le manga Black Jack d'Osamu Tezuka. Il contient la liste des volumes de la série, françaises et japonaises, ainsi que les chapitres qu'ils contiennent.
Il existe 241 chapitres parus en presse, majoritairement dans le Weekly Shōnen Champion, et plusieurs inédits parus dans certaines éditions japonaises. Les histoires étant la plupart du temps indépendantes les unes des autres, chacune des éditions a choisi un ordre non-linéaire pour ordonner les chapitres dans leurs volumes respectifs.
Cet article présente les chapitres de l'édition Deluxe d'Akita Shoten et sa traduction par les éditions Kazé, dans l'ordre choisi par Osamu Tezuka à l'occasion de la sortie de cette édition.

## Liste des volumes
| no | Japonais         | Japonais          | Français,         | Français,         |
| no | Date de sortie   | ISBN              | Date de sortie    | ISBN              |
| --- | ---------------- | ----------------- | ----------------- | ----------------- |
| 1 | 5 avril 1987     | 978-4-253-09969-1 | 24 janvier 2008   | 978-2-84965-313-5 |
| Liste des chapitres : 1. Où est le docteur ? (医者はどこだ!, Isha wa Doko Da!) 2. La première tempête de printemps (春一番, Haru Ichiban) 3. Le Tératome (畸形嚢腫, Kikei Nōshu) 4. La tumeur à face humaine (人面瘡, Jinmensō) 5. Telle une perle parfois (ときには真珠のように, Toki ni wa Shinju no Yō ni) 6. Retrouvailles (めぐり会い, Meguriai) 7. Cette peinture est sans vie (絵が死んでいる!, E ga Shindeiru!) 8. Une étoile de magnitude Six (六等星, Rokutōsei) 9. Black Queen (ブラック·クイーン, Burakku Kuiin) 10. U-18 le savait (U-18は知っていた, U-18 wa Shitteita) 11. Les jambes d'une fourmi (アリの足, Ari no ashi) 12. Deux amours (二つの愛, Futatsu no Ai) |                  |                   |                   |                   |
| 2 | 25 mai 1987      | 978-4-253-09970-7 | 24 avril 2008     | 978-2-84965-373-9 |
| Liste des chapitres : 1. L'aiguille (針, Hari) 2. Amour maternel (おばあちゃん, Obāchan) 3. L'épaulard (シャチの詩, Shachi no Shi) 4. Dans l'abri souterrain (地下壕にて, Chikagō ni te) 5. Dirty Jack (ダーティ·ジャック, Dāti Jakku) 6. Où est tu mon ami ? (友よいずこ, Tomo yo Izuko) 7. Kidnapping (誘拐, Yūkai) 8. Soins à la chaîne (流れ作業, Nagare sagyō) 9. Entraide (助け合い, Tasukeai) 10. Le Stradivarius (ストラディバリウス, Sutoradibariusu) 11. Pinoko en veut (ハッスルピノコ, Hassuru Pinoko) 12. L'hôpital en otage (病院ジャック, Byōin Jakku) 13. L'acupuncteur aveugle (座頭医師, Zatō ishi) |                  |                   |                   |                   |
| 3 | 15 juillet 1987  | 978-4-253-09971-4 | 10 juillet 2008   | 978-2-84965-445-3 |
| Liste des chapitres : 1. Le fils déshérité (勘当息子, Kandō Musuko) 2. Tout le monde rétrécit ! (ちぢむ!!, Chijimu!!) 3. Les dingos (ディンゴ, Dingo) 4. C'est votre faute ! (きみのミスだ!, Kimi no misu da!) 5. Le rouge-gorge et le garçon (コマドリと少年, Komadori to shōnen) 6. L'enfant venu du ciel (空からきた子ども, Sora kara kita kodomo) 7. Black Jack hospitalisé (B·J入院す, BJ nyūin su) 8. Une femme (ある女の場合, Aru onna no baai) 9. Les deux médecins en noir (ふたりの黒い医者, Futari no kuroi isha) 10. Les internes (研修医たち, Kenkyūi tachi) 11. Une vieille dame se souvient (ある老婆の思い出, Aru rouba no omoide) 12. Pinoko amoureuse (ピノコ愛してる, Pinoko aishiteru) 13. Opiniâtreté (執念, Shūnen) 14. Étrange relation (奇妙な関係, Kimyō na kankei) 15. Le bébé de la consigne automatique (赤ちゃんのバラード, Aka chan no barādo) |                  |                   |                   |                   |
| 4 | 15 août 1987     | 978-4-253-09972-1 | 9 octobre 2008    | 978-2-84965-488-0 |
| Liste des chapitres : 1. Fausse image (虚像, Kyozō) 2. Le cri (悲鳴, Himei) 3. Un hors-la-loi dans la ville fantôme (ゴーストタウンの流れ者, Gōsuto taun no nagare mono) 4. L'histoire d'amour de Pinoko (ピノコ·ラブストーリー, Pinoko rabu sutōrī) 5. Dans les égouts (地下水道, Chika Suidō) 6. Un parfum d'amour venu du large (海は恋のかおり, Umi wa koi no kaori) 7. Le gars Tetsu de la ligne Yamanote (山手線の哲, Yamanote no Tetsu) 8. Au diable les titres (肩書き, Katagaki) 9. Objet trouvé (落としもの, Otoshimono) 10. Le petit robot calciné (焼け焦げた人形, Yakekogeta Ningyō) 11. Un cœur dans un corps gros comme ça (デカの心臓, Deka no shinzō) 12. Le gaz (ガス, Gasu) 13. D'un pays lointain (はるかなる国から, Harukanaru Kuni Kara) 14. Le chien chapardeur (万引犬, Manbiki Inu)                                                                 |                  |                   |                   |                   |
| 5 | 5 octobre 1987   | 978-4-253-09973-8 | 29 janvier 2009   | 978-2-84965-536-8 |
| Liste des chapitres : 1. L'hôpital (ホスピタル, Hosupitaru) 2. Une fameuse langue (なんという舌, Nan to Iu Shita) 3. Abnégation (もらい水, Moraimizu) 4. Imposture (されどいつわりの日々, Saredo Itsuwari no Hibi) 5. Le dernier train (終電車, Shūdensha) 6. Une valve, enfin ! (弁があった!, Ben ga atta!) 7. Les deux à la station thermale (湯治場の二人, Tōjiba no futari) 8. Le mystère Pinoko (ピノコ·ミステリー, Pinoko misuterī) 9. La marque (刻印, Kokuin) 10. 99,99% d'eau (99.9%の水, 99.9% no Mizu) 11. L'assistant (助っ人, Suketto) 12. Médecin de campagne (古和医院, Kowaiin) 13. La fille louve (オオカミ少女, Ookami Shōjo) 14. Une nuit de neige (雪の夜ばなし, Yuki no Yorubanashi) |                  |                   |                   |                   |
| 6 | 15 novembre 1987 | 978-4-253-09974-5 | 14 janvier 2010   | 978-2-84965-583-2 |
| Liste des chapitres : 1. La montagne s'effondre (土砂降り, Doshaburi) 2. Un corps de pierre (からだが石に..., Karada ga Ishi ni...) 3. Le vieil homme et son arbre (老人と木, Rōjin to Ki) 4. Mort deux fois (二度死んだ少年, Nido Shinda Shōnen) 5. Léontiasis (獅子面病, Shishimenbyō) 6. Candidat escroc (サギ師志願, Sagishi Shigan) 7. Brachydactylie (短指症, Tanshishō) 8. Dans le feu et la cendre (火と灰の中, Hi to Hai no Naka) 9. Rétorsion (報復, Hōfuku) 10. Vibrations (振動, Shindō) 11. Avalanche (ナダレ, Nadare) 12. Le trio dans son carcan d'acier (閉ざされた三人, Tozasareta Sannin) 13. La doublure (身代わり, Migawari) 14. Un effroyable virus (恐怖菌, Kyōfukin) |                  |                   |                   |                   |
| 7 | 30 décembre 1987 | 978-4-253-09975-2 | 29 avril 2010     | 978-2-84965-775-1 |
| Liste des chapitres : 1. Les oiseaux et les mafieux (鳥たちと野郎ども, Toritachi to Yaroudomo) 2. Le manoir couleur cendre (灰色の館, Haiiro no Yakata) 3. Shôzô et son chat (ネコと庄造と, Neko to Shōzō to) 4. Une seconde Pinoko (ふたりのピノコ, Futari no Pinoko) 5. La bombe qui n'avait pas explosé (不発弾, Fuhatsudan) 6. Le jeune frère (おとうと, Otōto) 7. En haut et en bas (上と下, Ue to Shita) 8. Goribe, le boss de Senjogahara (戦場が原のゴリベエ, Senjō-ga-Hara no Goribee) 9. À bord du Kuroshio (黒潮号メモ, Kuroshio-gō Memo) 10. L'ange en blouse blanche (白い正義, Shiroi Seigi) 11. Une colline pour lui seul (一ぴきだけの丘, Ippiki Dake no Oka) 12. Ciel couvert suivi de beau temps (曇りのち晴れ, Kumori Nochi Hare) 13. L'ouragan (ハリケーン, Harikeen) 14. Timeout (タイムアウト, Taimuauto)                                              |                  |                   |                   |                   |
| 8 | 20 février 1988  | 978-4-253-09976-9 | 12 septembre 2012 | 978-2-82030-380-6 |
| Liste des chapitres : 1. Quelque chose dans la montagne... (なにかが山を..., Nanika ga Yama wo...) 2. Accès (発作, Hossa) 3. Erreur de diagnostic (誤診, Goshin) 4. L'homme au tatouage (イレズミの男, Irezumi no Otoko) 5. L'étrange fœtus (奇胎, Kitai) 6. Sur la route (道すがら, Michisugara) 7. Un œil mauvais (白い目, Shiroi Me) 8. La visite d'un tueur (殺しがやってくる, Koroshi ga Yattekuru) 9. Retrouvailles accidentelles (再会, Saikai) 10. 60 minutes pour vivre (死への一時間, Shi E No Ichijikan) 11. Tueur au petit bonheur (通り魔, Tōrima) 12. Pinoko se rend dans l'ouest (ピノコ西へ行く, Pinoko Nishi E Yuku) 13. Dénouement (しめくくり, Shimekukuri) |                  |                   |                   |                   |
| 9 | 25 avril 1988    | 978-4-253-09977-6 | 25 avril 2013     | 978-2-82030-652-4 |
| Liste des chapitres : 1. Le maître et l'élève (ある教師と生徒, Aru kyōshi to seito) 2. Pinoko est vivante (ピノコ生きてる, Pinoko Ikiteru) 3. Le témoin (目撃者, Mokugekisha) 4. Une façon de mourir (ご意見無用, Go-iken Muyō) 5. La promesse (約束, Yakusoku) 6. Belle union (二人三脚, Futari Sankyaku) 7. Dans quel ordre opérer ? (オペの順番, Ope no Junban) 8. Le coupable... c'est toi ! (おまえが犯人だ!!, Omae ga Hannin Da!!) 9. Blessure par balle (銃創, Jūsō) 10. La prêtresse Shiraha (白葉さま, Shiraha-sama) 11. Un cadeau pour le futur (未来への贈りもの, Mirai E no Okurimono) 12. La poupée porte-soleil (てるてる坊主, Teruteru Bouzu) 13. La troisième fois est la bonne (三度目の正直, Sando-me no Shoujiki) 14. Le cobaye (モルモット, Morumotto)                                                                                                   |                  |                   |                   |                   |
| 10 | 20 juin 1988     | 978-4-253-09978-3 | 9 avril 2014      | 978-2-82030-781-1 |
| Liste des chapitres : 1. L'île d'Avina (アヴィナの島, Avina no Shima) 2. Le masque choisi (えらばれたマスク, Erabareta Masuku) 3. La vengeance est ma raison de vivre (復讐こそわが命, Fukushū Koso Wa ga Inochi) 4. La maison inachevée (やり残しの家, Yarinokoshi no Ie) 5. L'étranger venu de la mer (海のストレンジャー, Umi no Sutorenjaa) 6. Pinoko de retour ! (ピノコ還る!, Pinoko Kaeru!) 7. Celui qui vomissait des capsules (カプセルをはく男, Kapuseru wo Haku Otoko) 8. Liens de sang (骨肉, Kotsuniku) 9. Cambriolage (盗難, Tōnan) 10. Cendres et diamants (灰とダイヤモンド, Hai to Daiyamondo) 11. Nuit chaude (あつい夜, Atsui Yoru) 12. La rançon (身の代金, Mi no Daijin) 13. Le mannequin et l'agent (人形と警官, Ningyou to keikan) 14. On joue au docteur (お医者さんごっこ, Oisha-san Gokko)                                                         |                  |                   |                   |                   |
| 11 | 15 août 1988     | 978-4-253-09979-0 | 21 mai 2014       | 978-2-82031-698-1 |
| Liste des chapitres : 1. Spasmes (けいれん, Keiren) 2. Réduit en pièces (こっぱみじん, Koppamijin) 3. À quoi peut tenir une vie (命のきずな, Inochi no Kizuna) 4. Souvenir scellé (とざされた記憶, Tozasareta Kioku) 5. Un chien murmure (犬のささやき, Inu no Sasayaki) 6. Mont Shôwa, le nouveau volcan (昭和新山, Shōwa Shinzan) 7. Un visiteur par une nuit de neige (雪の訪問者, Yuki no Houmonsha) 8. Deux rapaces (がめつい同士, Gametsui Dōshi) 9. Discussion (話し合い, Hanashiai) 10. Une peur bleue (青い恐怖, Aoi Kyōfu) 11. La guerre dure toujours (戦争はなおも続く, Sensō ha Nao mo Tsuzuku) 12. Une loco nommée vie (人生という名のSL, Jinsei to Iu Na no SL) |                  |                   |                   |                   |
| 12 | 25 décembre 1988 | 978-4-253-09980-6 | 20 août 2014      | 978-2-82031-756-8 |
| Liste des chapitres : 1. L'enfant-lynx (山猫少年, Yamaneko Shōnen) 2. Les signaux (信号, Shingō) 3. Les envahisseurs (侵略者(インベーダー), Shinryakusha (Inbeedaa)) 4. Le lion blanc (白いライオン, Shiroi raion) 5. Tatsu-le-bedon (デベソの達, Debeso no Tatsu) 6. Le fils de la femme-démon (鬼子母神の息子, Kishibojin no Musuko) 7. Enfin la seconde personne (二人目がいた, Futari-me ga Ita) 8. Le jeune reclus (密室の少年, Misshitsu no Shōnen) 9. Ne tuez pas cet enfant ! (その子を殺すな!, Sono Ko wo Korosu Na!) 10. L'ours (クマ, Kuma) 11. Scène avec esprit (霊のいる風景, Rei no Iru Fūkei) 12. Il est revenu ! (帰ってきたあいつ, Kaettekita Aitsu) 13. Le rire d'Homère (笑い上戸, Waraijōgō) |                  |                   |                   |                   |
| 13 | 10 janvier 1994  | 978-4-253-09981-3 | 24 janvier 2018   | 978-2-8203-3446-6 |
| Liste des chapitres : 1. L'eau et la petite crapule (水とあくたれ, Mizu to Akutare) 2. Le bras du capitaine Crochet (海賊の腕, Kaizoku no Ude) 3. La mort d'une star (あるスターの死, Aru Sutaa no Shi) 4. Le Tératome (suite) (畸形嚢腫パート2, Kikei Nōshu Paato 2) 5. L'opération maudite (のろわれた手術, Norowareta Shujutsu) 6. Un casse-pied de candidat au suicide (小うるさい自殺者, Kourusai Jisatsusha) 7. Séquelles (後遺症, Kōishō) 8. Une nuit dans une hutte (山小屋の一夜, Yamagoya no Hitoya) 9. L'hématome Honma (本間血腫, Honma Kesshu) 10. Un défi à l'inconnu (未知への挑戦, Mirai E no Chōsen) 11. Shirano le timide (気が弱いシラノ, Ki ga Yowai Shirano) 12. Fonce, Salomon ! (動けソロモン, Ugoke Soromon) 13. Rencontre avec un fugueur (家出を拾った日, Iede wo Hirotta Hi) 14. Un sacré veinard (幸運な男, Kōun na Otoko)                       |                  |                   |                   |                   |
| 14 | 10 août 1995     | 978-4-253-09982-0 | 24 janvier 2018   | 978-2-8203-3447-3 |
| Liste des chapitres : 1. Les frères corses (コルシカの兄弟, Korushika no Kyoudai) 2. Le téléphone a sonné trois fois (電話が三度なった, Denwa ga Sando Natta) 3. Amour passager (かりそめの愛を, Karisome no Ai Wo) 4. Le mal de la pleine lune (満月病, Mangetsubyō) 5. Captain Satan (魔王大尉, Akuma Taii) 6. Une très longue absence (浦島太郎, Urashima Tarō) 7. Le petit démon (小さな悪魔, Chiisana Akuma) 8. Laissez les crayons tranquilles ! (ペンをすてろ!, Pen wo Sutero!) 9. Dans le torrent (激流, Gekiryū) 10. Il existait deux films (フィルムは二つあった, Firumu wa Futatsu Atta) 11. Le nouveau jonas (鯨にのまれた男, Kujira ni Nomareta Otoko) 12. Plus aucun bruit ! (消えさった音, Kiesatta Oto) 13. La maladie de Black Jack (ブラック·ジャック病, Burakku Jakku-byō) 14. Le sosie de Black Jack (B·Jそっくり, B.J Sokkuri)                          |                  |                   |                   |                   |
| 15 | 20 décembre 2000 | 978-4-253-09983-7 | 24 janvier 2018   | 978-2-8203-3342-1 |
| Liste des chapitres : 1. L'île au trésor (宝島, Takarajima) 2. Naissance d'une star (スター誕生, Sutaa Tanjō) 3. Les feuilles d'arbre (木の芽, Ki no Me) 4. Dédié à Dracula (ドラキュラに捧ぐ, Dorakyura ni Sasagu) 5. Dialogue avec un mort (死者との対話, Shisha to no Taiwa) 6. Le mal du pays (望郷, Bōkyō) 7. Brouillard (霧, Kiri) 8. C'est arrivé à l'aube (夜明けのできごと, Yoake no Dekigoto) 9. Ce qui devait arriver (きたるべきチャンス, Kitarubeki Chansu) 10. Scène avec musique (音楽のある風景, Ongaku no Aru Fūkei) 11. Une horloge dans le noir (闇時計, Yamidokei) 12. Inspirer la vie (命を生ける, Inochi wo Ikeru) 13. Le choléra fait parler de lui (コレラさわぎ, Korera Sawagi) 14. 20 ans après (20年目の暗示, 20nen-me no Anji) |                  |                   |                   |                   |
| 16 | 20 mars 2001     | 978-4-253-09984-4 | 24 janvier 2018   | 978-2-8203-3343-8 |
| Liste des chapitres : 1. Anaphylaxie (アナフィラキシー, Anafirakishii) 2. Miyuki et Ben (ミユキとベン, Miyuki to Ben) 3. Jeunesse perdue (失われた青春, Ushinawareta Seishun) 4. Rendez-moi mon grand frère ! (にいちゃんをかえせ!!, Niichan wo Kaese!!) 5. Un autre J (もう一人のJ, Mou Hitori no J) 6. Les yeux luisants (光る目, Hikaru Me) 7. Lynchage (リンチ, Rinchi) 8. La famille Nekogami (猫上家の人々, Nekogami-ke no Hitobito) 9. Aux bains publics (浮世風呂, Ukiyo-buro) 10. Chasse aux tumeurs (腫瘍狩り, Shuyōgari) 11. Pris à revers (裏目, Urame) 12. Un moment du passé (過ぎ去りし一瞬, Sugisarishi Isshun) |                  |                   |                   |                   |
| 17 | 12 octobre 2004  | 978-4-253-09991-2 | 24 janvier 2018   | 978-2-8203-3344-5 |
| Liste des chapitres : 1. De nouveau Pinoko (ピノコ再び, Pinoko Futatabi) 2. La femme-oiseau (人間鳥, Ningentori) 3. Les deux Shûji (ふたりの修二, Futari no Shuji) 4. le capitaine Pak (パク船長, Paku Senchō) 5. Métamorphose (化身, Keshin) 6. Le restaurant chinois (純華飯店, Junka hanten) 7. L'argent ! L'argent ! (金!金!金!, Kane! Kane! Kane!) 8. Épreuve de courage (キモダメシ, Kimodameshi) 9. Le Phénix (不死鳥, Fushichō) 10. Un souvenir vous rend visite (おとずれた思い出, Otozureta omoide) 11. Après le typhon (台風一過, Taifū ikka) |                  |                   |                   |                   |

## Prépublication
Sauf indication contraire, les chapitres sont prépubliés dans le Weekly Shōnen Champion. Les titres correspondent à l'édition Deluxe d'Akita Shoten et à sa traduction par les éditions Kazé.
- Non publié en tankōbon.

| Chapitre | Titre                                                                                     | Date de première publication                               | Notes                                                                                      |
| -------- | ----------------------------------------------------------------------------------------- | ---------------------------------------------------------- | ------------------------------------------------------------------------------------------ |
| 1        | Où est le docteur ? (医者はどこだ!, Isha wa Doko Da!)                                     | 19 novembre 1973                                           |                                                                                            |
| 2        | L'étranger venu de la mer (海のストレンジャー, Umi no Sutorenjaa)                         | 26 novembre 1973                                           |                                                                                            |
| 3        | Miyuki et Ben (ミユキとベン, Miyuki to Ben)                                               | 3 décembre 1973                                            |                                                                                            |
| 4        | Anaphylaxie (アナフィラキシー, Anafirakishii)                                             | 10 décembre 1973                                           |                                                                                            |
| 5        | La femme-oiseau (人間鳥, Ningentori)                                                      | 17 décembre 1973                                           |                                                                                            |
| 6        | Une nuit de neige (雪の夜ばなし, Yuki no Yorubanashi)                                     | 24 décembre 1973                                           |                                                                                            |
| 7        | Le bras du capitaine Crochet (海賊の腕, Kaizoku no Ude)                                   | 1er janvier 1974                                           |                                                                                            |
| 8        | Souvenir scellé (とざされた記憶, Tozasareta Kioku)                                        | 7 janvier 1974                                             |                                                                                            |
| 9        | Les deux Shûji (ふたりの修二, Futari no Shuji)                                            | 14 janvier 1974 et 21 janvier 1974                         |                                                                                            |
| 10       | Le fils de la femme-démon (鬼子母神の息子, Kishibojin no Musuko)                          | 4 février 1974                                             | Chapitre adapté dans le drama de 1981                                                      |
| 11       | Avalanche (ナダレ, Nadare)                                                                | 11 février 1974                                            |                                                                                            |
| 12       | Le Tératome (畸形嚢腫, Kikei Nōshu)                                                       | 18 février 1974                                            |                                                                                            |
| 13       | Pinoko amoureuse (ピノコ愛してる, Pinoko aishiteru)                                       | 25 février 1974                                            | Chapitre adapté dans le deuxième film de la trilogie de 1996.                              |
| 14       | Séquelles (後遺症, Kōishō)                                                                | 11 mars 1974                                               |                                                                                            |
| 15       | Dirty Jack (ダーティ·ジャック, Dāti Jakku)                                                | 18 mars 1974                                               |                                                                                            |
| 16       | De nouveau Pinoko (ピノコ再び, Pinoko Futatabi)                                           | 25 mars 1974                                               |                                                                                            |
| 17       | Le manoir couleur cendre (灰色の館, Haiiro no Yakata)                                     | 1er avril 1974                                             | Chapitre adapté dans le drama de 1981.                                                     |
| 18       | Mort deux fois (二度死んだ少年, Nido Shinda Shōnen)                                       | 8 avril 1974                                               |                                                                                            |
| 19       | Les feuilles d'arbre (木の芽, Ki no Me)                                                   | 11 août 1974                                               |                                                                                            |
| 20       | Accès (発作, Hossa)                                                                       | 22 avril 1974                                              |                                                                                            |
| 21       | Ne tuez pas cet enfant ! (その子を殺すな!, Sono Ko wo Korosu Na!)                         | 29 avril 1974                                              |                                                                                            |
| 22       | Chi ga tomara nai (血がとまらない)                                                        | 13 mai 1974                                                | Paru dans le Shōnen Champion Comics edition Vol. 3. Chapitre adapté dans le drama de 1981. |
| 23       | Kidnapping (誘拐, Yūkai)                                                                  | 20 mai 1974                                                |                                                                                            |
| 24       | Le chien chapardeur (万引犬, Manbiki Inu)                                                 | 27 mai 1974                                                |                                                                                            |
| 25       | Cendres et diamants (灰とダイヤモンド, Hai to Daiyamondo)                                 | 3 juin 1974                                                |                                                                                            |
| 26       | Le capitaine Pak (パク船長, Paku Senchō)                                                  | 10 juin 1974                                               |                                                                                            |
| 27       | La prêtresse Shiraha (白葉さま, Shiraha-sama)                                             | 17 juin 1974                                               |                                                                                            |
| 28       | Yubi (指)                                                                                 | 24 juin 1974                                               |                                                                                            |
| 29       | Telle une perle parfois (ときには真珠のように, Toki ni wa Shinju no Yō ni)                | 1er juillet 1974                                           |                                                                                            |
| 30       | Pinoko est vivante (ピノコ生きてる, Pinoko Ikiteru)                                       | 8 juillet 1974                                             |                                                                                            |
| 31       | Métamorphose (化身, Keshin)                                                               | 15 juillet 1974                                            |                                                                                            |
| 32       | Le trio dans son carcan d'acier (閉ざされた三人, Tozasareta Sannin)                       | 22 juillet 1974                                            |                                                                                            |
| 33       | Léontiasis (獅子面病, Shishimenbyō)                                                       | 29 juillet 1974                                            |                                                                                            |
| 34       | Le maître et l'élève (ある教師と生徒, Aru kyōshi to seito)                                | 5 août 1974                                                |                                                                                            |
| 35       | Quelque chose dans la montagne... (なにかが山を..., Nanika ga Yama wo...)                 | 12 août 1974                                               |                                                                                            |
| 36       | Shizumu onna (しずむ女)                                                                   | 19 août 1974                                               | Paru dans le Shōnen Champion Comics edition Vol. 4.                                        |
| 37       | Futari o no jan (2人のジャン)                                                             | 26 août 1974                                               | Paru dans le Shōnen Champion Comics edition Vol. 4.                                        |
| 38       | Pinoko de retour ! (ピノコ還る!, Pinoko Kaeru!)                                           | 2 septembre 1974                                           |                                                                                            |
| 39       | Le restaurant chinois (純華飯店, Junka hanten)                                            | 9 septembre 1974                                           |                                                                                            |
| 40       | Le petit robot calciné (焼け焦げた人形, Yakekogeta Ningyō)                                | 16 septembre 1974                                          |                                                                                            |
| 41       | Shokubutsu ningen (植物人間)                                                              | 23 septembre 1974                                          | Paru dans le Shōnen Champion Comics edition Vol. 4.                                        |
| 42       | Le bébé de la consigne automatique (赤ちゃんのバラード, Aka chan no barādo)               | 30 septembre 1974                                          |                                                                                            |
| 43       | Erreur de diagnostic (誤診, Goshin)                                                       | 7 octobre 1974                                             |                                                                                            |
| 44       | Le témoin (目撃者, Mokugekisha)                                                           | 14 octobre 1974                                            |                                                                                            |
| 45       | Le lion blanc (白いライオン, Shiroi raion)                                                | 21 octobre 1975                                            |                                                                                            |
| 46       | Un effroyable virus (恐怖菌, Kyōfukin)                                                    | 28 octobre 1974                                            | Titre original : Shinigami no Keshin (死に神の化身).                                       |
| 47       | Les yeux luisants (光る目, Hikaru Me)                                                     | 4 novembre 1974                                            |                                                                                            |
| 48       | Le téléphone a sonné trois fois (電話が三度なった, Denwa ga Sando Natta)                  | 11 novembre 1974                                           |                                                                                            |
| 49       | Deux amours (二つの愛, Futatsu no Ai)                                                     | 18 novembre 1974                                           | Chapitre adapté dans le drama de 1981.                                                     |
| 50       | Retrouvailles (めぐり会い, Meguriai)                                                      | 25 novembre 1974                                           |                                                                                            |
| 51       | Tout le monde rétrécit ! (ちぢむ!!, Chijimu!!)                                            | 2 décembre 1974                                            |                                                                                            |
| 52       | La tumeur à face humaine (人面瘡, Jinmensō)                                               | 9 décembre 1974                                            |                                                                                            |
| 53       | D'un pays lointain (はるかなる国から, Harukanaru Kuni Kara)                               | 16 décembre 1974                                           |                                                                                            |
| 54       | Les jambes d'une fourmi (アリの足, Ari no ashi)                                           | 23 décembre 1974                                           |                                                                                            |
| 55       | Le Stradivarius (ストラディバリウス, Sutoradibariusu)                                     | 1er janvier 1975                                           |                                                                                            |
| 56       | Les deux médecins en noir (ふたりの黒い医者, Futari no kuroi isha)                        | 6 janvier 1975                                             | Chapitre adapté dans le troisième film de la trilogie de 1996.                             |
| 57       | Black Queen (ブラック·クイーン, Burakku Kuiin)                                            | 13 janvier 1975                                            |                                                                                            |
| 58       | Kairaku no za (快楽の座)                                                                  | 20 janvier 1975                                            |                                                                                            |
| 59       | Rendez-moi mon grand frère ! (にいちゃんをかえせ!!, Niichan wo Kaese!!)                   | 27 janvier 1975                                            |                                                                                            |
| 60       | Les frères corses (コルシカの兄弟, Korushika no Kyoudai)                                  | 10 février 1975                                            |                                                                                            |
| 61       | L'aiguille (針, Hari)                                                                     | 17 février 1975                                            |                                                                                            |
| 62       | Shôzô et son chat (ネコと庄造と, Neko to Shōzō to)                                        | 24 février 1975                                            |                                                                                            |
| 63       | La fille louve (オオカミ少女, Ookami Shōjo)                                               | 3 mars 1975                                                |                                                                                            |
| 64       | Le coupable... c'est toi ! (おまえが犯人だ!!, Omae ga Hannin Da!!)                        | 10 mars 1975                                               |                                                                                            |
| 65       | L'opération maudite (のろわれた手術, Norowareta Shujutsu)                                 | 17 mars 1975                                               |                                                                                            |
| 66       | Dans le feu et la cendre (火と灰の中, Hi to Hai no Naka)                                  | 24 mars 1975                                               |                                                                                            |
| 67       | Une seconde Pinoko (ふたりのピノコ, Futari no Pinoko)                                     | 31 mars 1975 et 7 avril 1975                               | Titre original : Ryokuchūseki (緑柱石).                                                    |
| 68       | Le masque choisi (えらばれたマスク, Erabareta Masuku)                                     | 14 avril 1975                                              | Chapitre adapté dans le drama de 1981.                                                     |
| 69       | Le gaz (ガス, Gasu)                                                                       | 21 avril 1975                                              |                                                                                            |
| 70       | Un corps de pierre (からだが石に..., Karada ga Ishi ni...)                                | 28 avril 1975                                              |                                                                                            |
| 71       | Spasmes (けいれん, Keiren)                                                                | 5 mai 1975                                                 |                                                                                            |
| 72       | L'homme au tatouage (イレズミの男, Irezumi no Otoko)                                      | 12 mai 1975                                                |                                                                                            |
| 73       | Réduit en pièces (こっぱみじん, Koppamijin)                                               | 19 mai 1975                                                |                                                                                            |
| 74       | Une fameuse langue (なんという舌, Nan to Iu Shita)                                        | 26 mai 1975                                                |                                                                                            |
| 75       | Naissance d'une star (スター誕生, Sutaa Tanjō)                                            | 2 juin 1975                                                |                                                                                            |
| 76       | Suitōshō (水頭症)                                                                         | 9 juin 1975                                                | Paru dans le Shōnen Champion Comics edition Vol. 6.                                        |
| 77       | Dédié à Dracula (ドラキュラに捧ぐ, Dorakyura ni Sasagu)                                   | 16 juin 1975                                               |                                                                                            |
| 78       | Dans l'abri souterrain (地下壕にて, Chikagō ni te)                                        | 23 juin 1975                                               |                                                                                            |
| 79       | Une valve, enfin ! (弁があった!, Ben ga atta!)                                            | 30 juin 1975                                               |                                                                                            |
| 80       | L'histoire d'amour de Pinoko (ピノコ·ラブストーリー, Pinoko rabu sutōrī)                  | 7 juillet 1975                                             |                                                                                            |
| 81       | L'île au trésor (宝島, Takarajima)                                                        | 10 juillet 1975                                            |                                                                                            |
| 82       | Hello CQ (ハローCQ, Harō CQ)                                                              | 21 juillet 1975                                            |                                                                                            |
| 83       | Dans les égouts (地下水道, Chika Suidō)                                                   | 28 juillet 1975                                            |                                                                                            |
| 84       | tatsu-le-bedon (デベソの達, Debeso no Tatsu)                                              | 4 août 1975                                                |                                                                                            |
| 85       | Amour passager (かりそめの愛を, Karisome no Ai Wo)                                        | 11 août 1975                                               | Chapitre adapté dans le drama de 1981.                                                     |
| 86       | Cette peinture est sans vie (絵が死んでいる!, E ga Shindeiru!)                            | 18 août 1975                                               |                                                                                            |
| 87       | Le mal de la pleine lune (満月病, Mangetsubyō)                                            | 25 août 1975                                               |                                                                                            |
| 88       | Rétorsion (報復, Hōfuku)                                                                  | 1er septembre 1975                                         |                                                                                            |
| 89       | Amour maternel (おばあちゃん, Obāchan)                                                    | 8 septembre 1975                                           |                                                                                            |
| 90       | L'épaulard (シャチの詩, Shachi no Shi)                                                    | 15 septembre 1975                                          |                                                                                            |
| 91       | L'hôpital en otage (病院ジャック, Byōin Jakku)                                            | 22 septembre 1975                                          |                                                                                            |
| 92       | L'étrange fœtus (奇胎, Kitai)                                                             | 29 septembre 1975                                          |                                                                                            |
| 93       | L'eau et la petite crapule (水とあくたれ, Mizu to Akutare)                                | 13 octobre 1975                                            |                                                                                            |
| 94       | Candidat escroc (サギ師志願, Sagishi Shigan)                                              | 20 octobre 1975                                            |                                                                                            |
| 95       | Captain Satan (魔王大尉, Akuma Taii)                                                      | 27 octobre 1975                                            | Titre original : Akuma (悪魔). Chapitre adapté dans le drama de 1981.                      |
| 96       | Sur la route (道すがら, Michisugara)                                                      | 3 novembre 1975                                            |                                                                                            |
| 97       | Un sacré veinard (幸運な男, Kōun na Otoko)                                                | 10 novembre 1975                                           |                                                                                            |
| 98       | Un chien murmure (犬のささやき, Inu no Sasayaki)                                          | 17 novembre 1975                                           |                                                                                            |
| 99       | Où est tu mon ami ? (友よいずこ, Tomo yo Izuko)                                           | 24 novembre 1975                                           |                                                                                            |
| 100      | Médecin de campagne (古和医院, Kowaiin)                                                   | 1er décembre 1975                                          |                                                                                            |
| 101      | Les envahisseurs (侵略者(インベーダー), Shinryakusha (Inbeedaa))                          | 8 décembre 1975                                            |                                                                                            |
| 102      | Étrange relation (奇妙な関係, Kimyō na kankei)                                            | 15 décembre 1975                                           | Chapitre adapté dans le drama de 1981.                                                     |
| 103      | Il est revenu ! (帰ってきたあいつ, Kaettekita Aitsu)                                      | 22 décembre 1975                                           |                                                                                            |
| 104      | Pinoko se rend dans l'ouest (ピノコ西へ行く, Pinoko Nishi E Yuku)                         | 1er janvier 1976                                           |                                                                                            |
| 105      | Un visiteur par une nuit de neige (雪の訪問者, Yuki no Houmonsha)                         | 5 janvier 1976                                             |                                                                                            |
| 106      | Une très longue absence (浦島太郎, Urashima Tarō)                                         | 12 janvier 1976                                            |                                                                                            |
| 107      | Le petit démon (小さな悪魔, Chiisana Akuma)                                               | 19 janvier 1976                                            |                                                                                            |
| 108      | L'ours (クマ, Kuma)                                                                       | 26 janvier 1976 et 2 février 1976                          |                                                                                            |
| 109      | Dialogue avec un mort (死者との対話, Shisha to no Taiwa)                                  | 9 février 1976                                             |                                                                                            |
| 110      | Un cœur dans un corps gros comme ça (デカの心臓, Deka no shinzō)                          | 16 février 1976                                            |                                                                                            |
| 111      | Timeout (タイムアウト, Taimuauto)                                                         | 23 février 1976                                            |                                                                                            |
| 112      | Le mal du pays (望郷, Bōkyō)                                                              | 1er mars 1976                                              |                                                                                            |
| 113      | Un autre J (もう一人のJ, Mou Hitori no J)                                                 | 8 mars 1976                                                |                                                                                            |
|          | U-18 le savait (U-18は知っていた, U-18 wa Shitteita)                                      | 10 mars 1976                                               | Paru dans un numéro spécial du Weekly Shōnen Champion.                                     |
| 114      | Laissez les crayons tranquilles ! (ペンをすてろ!, Pen wo Sutero!)                         | 13 mars 1976                                               |                                                                                            |
| 115      | La bombe qui n'avais pas explosé (不発弾, Fuhatsudan)                                     | 22 mars 1976                                               |                                                                                            |
| 116      | Pinoko en veut (ハッスルピノコ, Hassuru Pinoko)                                           | 29 mars 1976                                               |                                                                                            |
| 117      | Un cadeau pour le futur (未来への贈りもの, Mirai E no Okurimono)                          | 5 avril 1976                                               |                                                                                            |
| 118      | Un œil mauvais (白い目, Shiroi Me)                                                        | 12 avril 1976                                              |                                                                                            |
| 119      | L'ouragan (ハリケーン, Harikeen)                                                          | 19 avril 1976                                              |                                                                                            |
| 120      | Le cri (悲鳴, Himei)                                                                      | 26 avril 1976                                              |                                                                                            |
| 121      | Ciel couvert suivi de beau temps (曇りのち晴れ, Kumori Nochi Hare)                        | 3 mai 1976                                                 |                                                                                            |
| 122      | La troisième fois est la bonne (三度目の正直, Sando-me no Shoujiki)                       | 10 mai 1976                                                |                                                                                            |
| 123      | Les dingos (ディンゴ, Dingo)                                                              | 17 mai 1976                                                |                                                                                            |
| 124      | C'est votre faute ! (きみのミスだ!, Kimi no misu da!)                                     | 24 mai 1976                                                |                                                                                            |
| 125      | Le vieil homme et son arbre (老人と木, Rōjin to Ki)                                       | 31 mai 1976                                                |                                                                                            |
| 126      | L'acupuncteur aveugle (座頭医師, Zatō ishi)                                               | 7 juin 1976                                                |                                                                                            |
| 127      | Opiniâtreté (執念, Shūnen)                                                                | 14 juin 1976                                               |                                                                                            |
| 128      | Saigo ni nokoru mono (最後に残る者)                                                       | 21 juin 1976                                               | Paru dans le Shōnen Champion Comics edition Vol. 13.                                       |
| 129      | La visite d'un tueur (殺しがやってくる, Koroshi ga Yattekuru)                             | 28 juin 1976                                               |                                                                                            |
| 130      | Brouillard (霧, Kiri)                                                                     | 25 juillet 1976                                            |                                                                                            |
| 131      | Une peur bleue (青い恐怖, Aoi Kyōfu)                                                      | 17 juillet 1976                                            |                                                                                            |
| 132      | Les internes (研修医たち, Kenkyūi tachi)                                                  | 2 août 1976                                                |                                                                                            |
| 133      | La poupée porte-soleil (てるてる坊主, Teruteru Bouzu)                                     | 9 août 1976                                                |                                                                                            |
| 134      | La mort d'une star (あるスターの死, Aru Sutaa no Shi)                                     | 16 août 1976                                               |                                                                                            |
| 135      | C'est arrivé à l'aube (夜明けのできごと, Yoake no Dekigoto)                               | 23 août 1976                                               |                                                                                            |
| 136      | Goribe, le boss de Senjogahara (戦場が原のゴリベエ, Senjō-ga-Hara no Goribee)             | 30 août 1976                                               |                                                                                            |
| 137      | Vibrations (振動, Shindō)                                                                 | 6 septembre 1976                                           |                                                                                            |
| 138      | Ce qui devait arriver (きたるべきチャンス, Kitarubeki Chansu)                             | 13 septembre 1976                                          |                                                                                            |
| 139      | Majo saiban (魔女裁判)                                                                    | 20 septembre 1976                                          | Paru dans le Shōnen Champion Comics edition Vol. 17.                                       |
| 140      | Le Tératome (suite) (畸形嚢腫パート2, Kikei Nōshu Paato 2)                                | 27 septembre 1976                                          |                                                                                            |
| 141      | Les deux à la station thermale (湯治場の二人, Tōjiba no futari)                           | 4 octobre 1976                                             |                                                                                            |
| 142      | Cambriolage (盗難, Tōnan)                                                                 | 11 octobre 1976                                            |                                                                                            |
| 143      | L'enfant venu du ciel (空からきた子ども, Sora kara kita kodomo)                           | 18 octobre 1976                                            |                                                                                            |
| 144      | L'argent ! L'argent ! (金!金!金!, Kane! Kane! Kane!)                                      | 25 octobre 1976                                            |                                                                                            |
| 145      | Scène avec esprit (霊のいる風景, Rei no Iru Fūkei)                                        | 1er novembre 1976                                          |                                                                                            |
| 146      | 99,99% d'eau (99.9%の水, 99.9% no Mizu)                                                   | 8 novembre 1976                                            | Titre original : Kagirinaku Tōmei ni Chikai Mizu (限りなく透明に近い水).                   |
| 147      | Mont Shôwa, le nouveau volcan (昭和新山, Shōwa Shinzan)                                   | 15 novembre 1976                                           |                                                                                            |
| 148      | Objet trouvé (落としもの, Otoshimono)                                                     | 22 novembre 1976                                           |                                                                                            |
| 149      | La maison inachevée (やり残しの家, Yarinokoshi no Ie)                                     | 29 novembre 1976                                           |                                                                                            |
| 150      | Dans le torrent (激流, Gekiryū)                                                           | 6 décembre 1976                                            |                                                                                            |
| 151      | L'hôpital (ホスピタル, Hosupitaru)                                                        | 13 décembre 1976                                           |                                                                                            |
| 152      | La promesse (約束, Yakusoku)                                                              | 20 décembre 1976                                           |                                                                                            |
| 153      | Il existait deux films (フィルムは二つあった, Firumu wa Futatsu Atta)                     | 1er janvier 1977                                           | Titre original : Aru Kantoku no Kiroku (ある監督の記録).                                   |
| 154      | Jeunesse perdue (失われた青春, Ushinawareta Seishun)                                      | 13 janvier 1977                                            |                                                                                            |
| 155      | Le rouge-gorge et le garçon (コマドリと少年, Komadori to shōnen)                          | 10 janvier 1977                                            |                                                                                            |
| 156      | Scène avec musique (音楽のある風景, Ongaku no Aru Fūkei)                                  | 17 janvier 1977                                            |                                                                                            |
| 157      | Black Jack hospitalisé (B·J入院す, BJ nyūin su)                                           | 24 janvier 1977 et 30 janvier 1977                         | Chapitre adapté dans le drama de 1981.                                                     |
| 158      | Le Phénix (不死鳥, Fushichō)                                                              | 7 février 1977                                             |                                                                                            |
| 159      | On joue au docteur (お医者さんごっこ, Oisha-san Gokko)                                    | 14 février 1977                                            |                                                                                            |
| 160      | L'ange en blouse blanche (白い正義, Shiroi Seigi)                                         | 21 février 1977                                            |                                                                                            |
| 161      | En haut et en bas (上と下, Ue to Shita)                                                   | 28 février 1977                                            |                                                                                            |
| 162      | Shirano le timide (気が弱いシラノ, Ki ga Yowai Shirano)                                   | 7 mars 1977                                                |                                                                                            |
| 163      | L'hématome Honma (本間血腫, Honma Kesshu)                                                 | 14 mars 1977                                               |                                                                                            |
| 164      | Le fils déshérité (勘当息子, Kandō Musuko)                                                | 21 mars 1977                                               |                                                                                            |
| 165      | Un souvenir vous rend visite (おとずれた思い出, Otozureta omoide)                         | 28 mars 1977                                               |                                                                                            |
| 166      | Lynchage (リンチ, Rinchi)                                                                 | 4 avril 1977                                               |                                                                                            |
| 167      | La première tempête de printemps (春一番, Haru Ichiban)                                   | 11 avril 1977                                              | Chapitre adapté dans le drama de 1981.                                                     |
| 168      | Chacun sa vie (三者三様, Sansha sanyō)                                                    | 18 avril 1977                                              |                                                                                            |
| 169      | Le cobaye (モルモット, Morumotto)                                                         | 25 avril 1977                                              |                                                                                            |
| 170      | L'assistant (助っ人, Suketto)                                                             | 2 mai 1977                                                 |                                                                                            |
| 171      | Kabe (壁)                                                                                 | 9 mai 1977                                                 | Paru dans le Akita Top Comics Wide edition Vol. 5.                                         |
| 172      | À quoi peut tenir une vie (命のきずな, Inochi no Kizuna)                                  | 16 mai 1977                                                |                                                                                            |
| 173      | Nuit chaude (あつい夜, Atsui Yoru)                                                        | 23 mai 1977                                                |                                                                                            |
| 174      | La rançon (身の代金, Mi no Daijin)                                                        | 30 mai 1977                                                |                                                                                            |
| 175      | Une horloge dans le noir (闇時計, Yamidokei)                                              | 6 juin 1977                                                |                                                                                            |
| 176      | Les signaux (信号, Shingō)                                                                | 13 juin 1977                                               |                                                                                            |
| 177      | 60 minutes pour vivre (死への一時間, Shi E No Ichijikan)                                  | 20 juin 1977                                               |                                                                                            |
| 178      | Le nouveau jonas (鯨にのまれた男, Kujira ni Nomareta Otoko)                               | 27 juin 1977                                               |                                                                                            |
| 179      | La montagne s'effondre (土砂降り, Doshaburi)                                              | 4 juillet 1977 et 11 juillet 1977                          | Titre original : Mesu (メス).                                                              |
| 180      | Tueur au petit bonheur (通り魔, Tōrima)                                                   | 1er août 1977                                              |                                                                                            |
| 181      | Une façon de mourir (ご意見無用, Go-iken Muyō)                                            | 8 août 1977                                                |                                                                                            |
| 182      | Le jeune frère (おとうと, Otōto)                                                          | 15 août 1977                                               |                                                                                            |
| 183      | La famille Nekogami (猫上家の人々, Nekogami-ke no Hitobito)                               | 22 août 1977                                               |                                                                                            |
| 184      | Une étoile de magnitude Six (六等星, Rokutōsei)                                           | 29 août 1977                                               |                                                                                            |
| 185      | L'île d'Avina (アヴィナの島, Avina no Shima)                                              | 5 septembre 1977                                           |                                                                                            |
| 186      | Épreuve de courage (キモダメシ, Kimodameshi)                                              | 12 septembre 1977                                          |                                                                                            |
| 187      | Au diable les titres (肩書き, Katagaki)                                                   | 31 octobre 1977                                            |                                                                                            |
| 188      | Blessure par balle (銃創, Jūsō)                                                           | 7 novembre 1977                                            |                                                                                            |
| 189      | Une colline pour lui seul (一ぴきだけの丘, Ippiki Dake no Oka)                            | 14 novembre 1977                                           |                                                                                            |
| 190      | Un casse-pied de candidat au suicide (小うるさい自殺者, Kourusai Jisatsusha)              | 21 novembre 1977                                           |                                                                                            |
| 191      | Inspirer la vie (命を生ける, Inochi wo Ikeru)                                             | 28 novembre 1977                                           |                                                                                            |
| 192      | Une vieille dame se souvient (ある老婆の思い出, Aru rouba no omoide)                      | 5 décembre 1977                                            |                                                                                            |
| 193      | Belle union (二人三脚, Futari Sankyaku)                                                   | 12 décembre 1977                                           |                                                                                            |
| 194      | Enfin la seconde personne (二人目がいた, Futari-me ga Ita)                                | 19 décembre 1977                                           |                                                                                            |
| 195      | Chasse aux tumeurs (腫瘍狩り, Shuyōgari)                                                  | 1er janvier 1978                                           |                                                                                            |
| 196      | Un hors-la-loi dans la ville fantôme (ゴーストタウンの流れ者, Gōsuto taun no nagare mono) | 2 janvier 1978                                             |                                                                                            |
| 197      | Aux bains publics (浮世風呂, Ukiyo-buro)                                                  | 9 janvier 1978                                             |                                                                                            |
| 198      | Le dernier train (終電車, Shūdensha)                                                      | 16 janvier 1978                                            | Chapitre adapté dans le drama de 1981.                                                     |
| 199      | Substitution (すりかえ, Surikae)                                                          | 23 janvier 1978 et 30 janvier 1978                         |                                                                                            |
| 200      | Entraide (助け合い, Tasukeai)                                                             | 6 février 1978                                             | Chapitre adapté dans le drama de 1981.                                                     |
| 201      | 20 ans après (20年目の暗示, 20nen-me no Anji)                                             | 13 février 1978                                            |                                                                                            |
| 202      | Deux rapaces (がめつい同士, Gametsui Dōshi)                                               | 20 février 1978                                            |                                                                                            |
| 203      | Plus aucun bruit ! (消えさった音, Kiesatta Oto)                                           | 27 février 1978                                            |                                                                                            |
| 204      | Un parfum d'amour venu du large (海は恋のかおり, Umi wa koi no kaori)                     | 6 mars 1978                                                |                                                                                            |
| 205      | L'enfant-lynx (山猫少年, Yamaneko Shōnen)                                                 | 13 mars 1978                                               |                                                                                            |
| 206      | Dénouement (しめくくり, Shimekukuri)                                                      | 20 mars 1978                                               |                                                                                            |
| 207      | La maladie de Black Jack (ブラック·ジャック病, Burakku Jakku-byō)                         | 27 mars 1978                                               |                                                                                            |
| 208      | Rakkabutsu (落下物)                                                                       | 3 avril 1978                                               | Paru dans le Akita Top Comics edition Vol. 22.                                             |
| 209      | Rencontre avec un fugueur (家出を拾った日, Iede wo Hirotta Hi)                            | 10 avril 1978                                              |                                                                                            |
| 210      | Un défi à l'inconnu (未知への挑戦, Mirai E no Chōsen)                                     | 17 avril 1978                                              |                                                                                            |
| 211      | Une femme (ある女の場合, Aru onna no baai)                                                | 8 mai 1978                                                 |                                                                                            |
| 212      | Le mannequin et l'agent (人形と警官, Ningyou to keikan)                                   | 15 mai 1978                                                |                                                                                            |
| 213      | Les oiseaux et les mafieux (鳥たちと野郎ども, Toritachi to Yaroudomo)                     | 22 mai 1978                                                |                                                                                            |
| 214      | Une nuit dans une hutte (山小屋の一夜, Yamagoya no Hitoya)                                | 29 mai 1978                                                |                                                                                            |
| 215      | Pris à revers (裏目, Urame)                                                               | 5 juin 1978                                                |                                                                                            |
| 216      | Le choléra fait parler de lui (コレラさわぎ, Korera Sawagi)                               | 12 juin 1978                                               |                                                                                            |
| 217      | Le gars Tetsu de la ligne Yamanote (山手線の哲, Yamanote no Tetsu)                        | 19 juin 1978                                               |                                                                                            |
| 218      | La guerre dure toujours (戦争はなおも続く, Sensō ha Nao mo Tsuzuku)                       | 26 juin 1978                                               |                                                                                            |
| 219      | Celui qui vomissait des capsules (カプセルをはく男, Kapuseru wo Haku Otoko)               | 3 juillet 1978                                             |                                                                                            |
| 220      | À bord du Kuroshio (黒潮号メモ, Kuroshio-gō Memo)                                         | 10 juillet 1978                                            |                                                                                            |
| 221      | Le mystère Pinoko (ピノコ·ミステリー, Pinoko misuterī)                                    | 17 juillet 1978                                            |                                                                                            |
| 222      | Abnégation (もらい水, Moraimizu)                                                          | 24 juillet 1978                                            |                                                                                            |
| 223      | Le jeune reclus (密室の少年, Misshitsu no Shōnen)                                         | 31 juillet 1978                                            |                                                                                            |
| 224      | Fonce, Salomon ! (動けソロモン, Ugoke Soromon)                                            | 14 août 1978                                               |                                                                                            |
| 225      | Singe de poche (ポケットモンキー, Poketto Monkii)                                         | 21 août 1978                                               |                                                                                            |
| 226      | La marque (刻印, Kokuin)                                                                  | 28 août 1978                                               |                                                                                            |
| 227      | Après le typhon (台風一過, Taifū ikka)                                                    | 11 septembre 1978                                          |                                                                                            |
| 228      | Une loco nommée vie (人生という名のSL, Jinsei to Iu Na no SL)                             | 18 septembre 1978                                          |                                                                                            |
| 229      | La doublure (身代わり, Migawari)                                                          | 15 janvier 1979                                            |                                                                                            |
| 230      | La vengeance est ma raison de vivre (復讐こそわが命, Fukushū Koso Wa ga Inochi)           | 22 janvier 1979                                            |                                                                                            |
| 231      | Fausse image (虚像, Kyozō)                                                                | 30 avril 1979                                              |                                                                                            |
| 232      | Liens de sang (骨肉, Kotsuniku)                                                           | 24 septembre 1979                                          |                                                                                            |
| 233      | Retrouvailles accidentelles (再会, Saikai)                                                | 4 février 1980                                             |                                                                                            |
| 234      | Discussion (話し合い, Hanashiai)                                                          | 15 septembre 1980                                          |                                                                                            |
| 235      | Imposture (されどいつわりの日々, Saredo Itsuwari no Hibi)                                 | 1er décembre 1980                                          |                                                                                            |
| 236      | Le sosie de Black Jack (B·Jそっくり, B.J Sokkuri)                                         | 1er janvier 1982                                           |                                                                                            |
| 237      | Un moment du passé (過ぎ去りし一瞬, Sugisarishi Isshun)                                   | 11 juin 1982, 18 juin 1982, 25 juin 1982 et 2 juillet 1982 |                                                                                            |
| 238      | Soins à la chaîne (流れ作業, Nagare sagyō)                                                | 14 janvier 1983                                            |                                                                                            |
| 239      | Brachydactylie (短指症, Tanshishō)                                                        | 21 janvier 1983                                            |                                                                                            |
| 240      | Le rire d'Homère (笑い上戸, Waraijōgō)                                                    | 10 juin 1983                                               |                                                                                            |
| 241      | Dans quel ordre opérer ? (オペの順番, Ope no Junban)                                      | 14 octobre 1983                                            |                                                                                            |